# Castell de Malmö
El Castell de Malmö (en suec: Malmöhus, en danès: Malmøhus) és una fortalesa situada a Malmö (Escània), al sud de Suècia. El primer castell va ser construït en 1434 pel rei Eric de Pomerània. Esta estructura es va demolir al començament del segle xvi, i Cristià III de Dinamarca en va construir una nova en el seu lloc en la dècada de 1530. Històricament, la fortalesa ha sigut un dels baluards més importants de Dinamarca.
El castell va ser durant cinc anys (1568–1573) la presó de James Hepburn, IV comte de Bothwell, tercer marit de Maria I d'Escòcia. El comte va ser detingut per ordre del rei danés Frederic II quan el seu vaixell va encallar a Bergen (Noruega) durant una tempesta. Va ser enviat al castell de Malmö per a ser empresonat, encara que havia sigut alliberat prèviament de la Torre de Londres per falta d'evidències en l'assassinat del segon marit de Maria, Henry Stuart, Lord Darnley. Quan era fadrí, Frederic II va cortejar Elisabet I d'Anglaterra i va ser nomenat cavaller de l'Orde de la Lligacama. Algunes fonts suggereixen una segona raó per a la implicació del rei danés en este assumpte: es creu que tenia l'esperança de rebre un rescat d'Escòcia. No obstant això, el Comte de Bothwell va morir en 1578 al Castell de Dragsholm (Selàndia), on va ser traslladat després dels cinc anys empresonat al Castell de Malmö, sense no ser mai objecte de negociacions entre Dinamarca i Escòcia per al seu alliberament.